# Paracoccus nellorensis
Paracoccus nellorensis är en insektsart som beskrevs av Avasthi och Shafee 1983. Paracoccus nellorensis ingår i släktet Paracoccus och familjen ullsköldlöss. Inga underarter finns listade i Catalogue of Life.